# 医用大麻

用於抗精神病與治療兒童和成人癲癇症，大麻二酚的化學結構

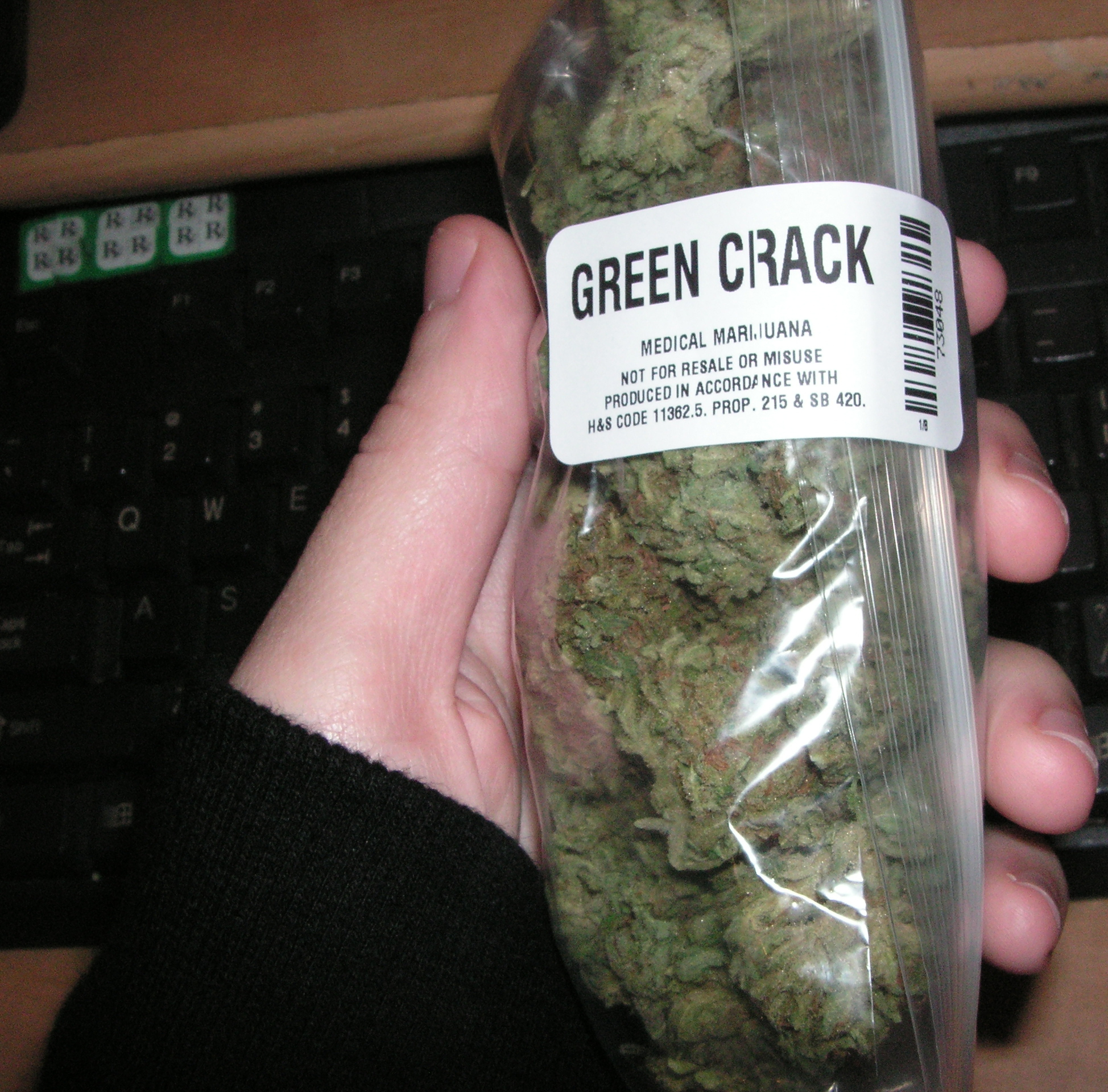
美国加州诊疗所购得的一盎司装药用大麻

医用大麻（法語：Cannabis médical； 英語：或）是可用於醫療處方的大麻或大麻素。
相比娱乐用大麻的高强度THC，医用大麻拥有相对较高的大麻二酚（CBD）含量与较低的四氢大麻酚（THC）含量（比如品种CBD boom）。因CBD既不属于大麻的致瘾物质，又能抵消THC的精神活性成分，故一般情况不会被爱好高强度THC的药物滥用者滥用。多数大麻合法的国家乃先通过医用大麻合法。

## 医疗用途
没有一致的证据表明医用大麻对缓解慢性疼痛和肌肉痉挛有效。怀孕期间不应使用医用大麻。

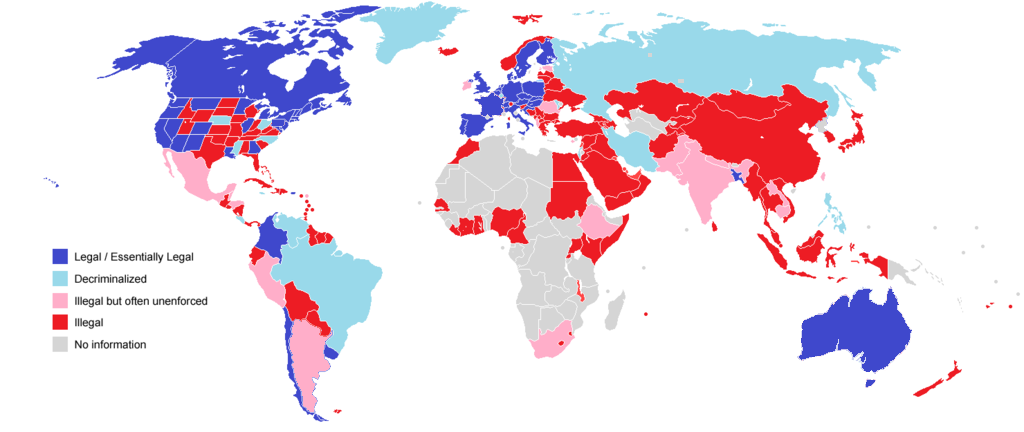
各国對医用大麻的法規限制
合法/實際合法
除罪化
違法（但未實施）
違法
不明